# Нонькино
Нонькино — озеро на севере Челябинской области России, располагается в юго-восточной части Кыштымского городского округа на высоте 258 м над уровнем моря. Окружено лесами, западный берег заболочен.
Сток осуществляется через протоку в соседнее безымянное озеро, лежащее севернее.
У озера расположены небольшой посёлок Анбашская при железнодорожной станции Анбашская и карьер.